# Salix fulvopubescens
Salix fulvopubescens är en videväxtart som beskrevs av Bunzo Hayata. Salix fulvopubescens ingår i släktet viden, och familjen videväxter. Inga underarter finns listade i Catalogue of Life.